# Photinia lochengensis
Photinia lochengensis är en rosväxtart som beskrevs av Tse Tsun Yu. Photinia lochengensis ingår i släktet Photinia och familjen rosväxter. Inga underarter finns listade i Catalogue of Life.